# Cervere
Cervere är en ort och kommun i provinsen Cuneo i regionen Piemonte i Italien. Kommunen hade 2 202 invånare (2018).